# Michaela Badinková

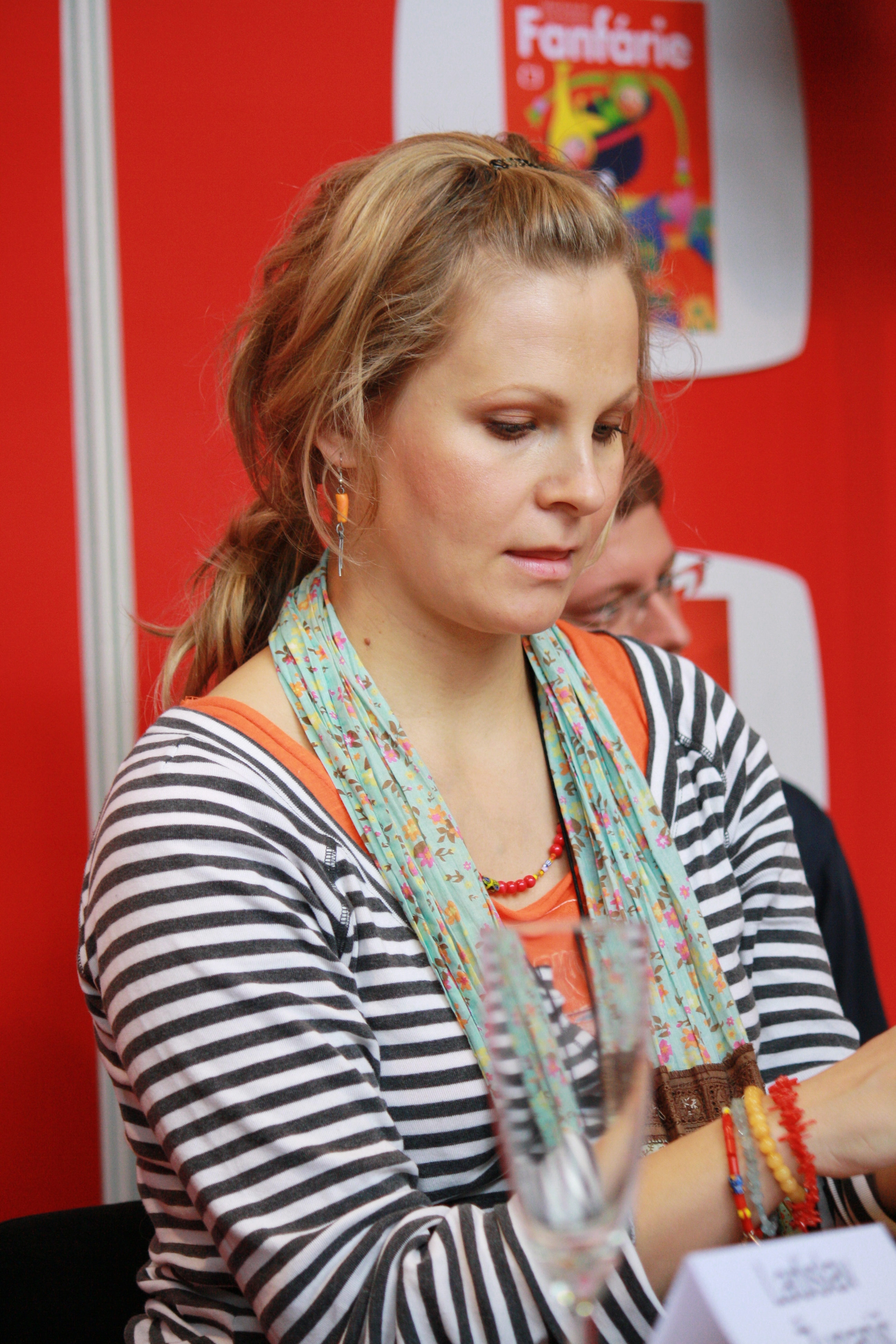
Michaela Badinková (2010)

Michaela Badinková (* 25. Januar 1979 in Malacky, Tschechoslowakei) ist eine slowakisch-tschechische Schauspielerin.

## Leben
Michaela Badinková kam als Tochter einer Lehrerin und eines Schlossers in Malacky zur Welt und hat eine ältere Schwester sowie einen jüngeren Bruder. Sie studierte an dem Konservatorium Bratislava und gehörte dort zur selben Klasse wie die ebenfalls aus Malacky stammende Zuzana Norisová. Nachdem Abschluss ihres Studiums war sie an Theatern in Bratislava und Nitra tätig. Für ein weiteres Studium ging sie nach Prag an die Theaterfakultät der Akademie der Musischen Künste in Prag.
Ihr Fernsehdebüt hatte Michaela Badinková im 2001 veröffentlichten Märchenfilm Za mestskými múrmi: Kováč Juraj. Drei Jahre später gelang ihr mit dem Film Jak básníci neztrácejí naději von Dušan Klein, in welchen sie die Hauptrolle Anička Posedlá übernahm. Nachdem sie zwischen  2005 und 2010 in der Rolle der Professorin Lenka Drápalová in der tschechischen Fernsehserie Ulice zu sehen war, wirkte sie zwischen 2016 und 2023 an der tschechischen Fernsehserie Ordinace v růžové zahradě mit.
Im Jahr 2018 wirkte Michaela Badinková an der fünften Staffel von Tvoje tvář má známý hlas (deutsch: „Dein Gesicht hat eine berühmte Stimme“) mit und wurde dort zur Siegerin gekrönt. Die Gewinnsumme von 150.000 Kronen spendete sie an Dobré víly dětem.
Michaela Badinková ist mit dem tschechischen Schauspieler Jan Teplý liiert und gemeinsam haben sie zwei Töchter.